# SN 1998aq
SN 1998aq — сверхновая звезда типа Ia, вспыхнувшая 13 апреля 1998 года в галактике NGC 3982, которая находится в созвездии Большая Медведица. Одна из самых ярких сверхновых 1990-х годов.

## Характеристики
Сверхновая была зарегистрирована астрономом Марком Армстронгом (англ. Mark Armstrong). Спектр SN 1998aq в видимом диапазоне является одним из самых лучших изученных среди спектров сверхновых. Его анализ показал, что скорость выброса вещества приблизительно равнялась 11 тыс. км/с. Сверхновая принадлежит к типу Ia, то есть является следствием столкновения вещества аккреционного диска с белым карликом в двойной системе.
Событие произошло на расстоянии 60 миллионов световых лет от нас — в спиральной галактике NGC 3982. Местоположение сверхновой — 18" к западу и 7" к северу от центра родительской галактики.